# Geisenhausen
Geisenhausen település Németországban, azon belül Bajorországban. Lakosainak száma 7409 fő (2023. december 31.). Geisenhausen Baierbach, Altfraunhofen, Kumhausen, Adlkofen, Kröning, Vilsbiburg, Velden (Vils) és Neufraunhofen községekkel határos.

## Népesség
A település népessége az elmúlt években az alábbi módon változott:
| Lakosok száma | 960  | 2638 | 3507 | 5256 | 6550 | 6807 | 6938 | 7063 | 7410 | 7409 |
|               | 1875 | 1950 | 1975 | 1987 | 2012 | 2014 | 2016 | 2017 | 2021 | 2023 |